# Coleção Cante com Disney
Cante com Disney é uma coleção lançada no Brasil em VHS com diversos momentos musicais extraídos de filmes, séries e atrações da Disney. No Brasil foi lançado pela Abril Vídeo contendo versões em português e em inglês de cada canção.

## Volumes

### Aladdin: Amigo Insuperável
1. Amigo Insuperável (Aladdin)
2. O Seu Melhor Amigo (O Cão e a Raposa)
3. Alguma Coisa Acontece (A Bela e a Fera)
4. Muito Prazer (A Canção do Sul)
5. Amizade (Mickey, Donald e Pateta)
6. Em Harmonia (A Pequena Sereia em Suas Novas Aventuras)
7. Vamos Ficar Juntos (O Grande Amor de Nossas Vidas)
8. Somos Nós (Mogli - O Menino Lobo)
9. Um Mundo Ideal (Aladdin)
10. Amigo Insuperável (Reprise) (Aladdin)

### Mogli - O Menino Lobo: Somente o Necessário
1. Somente o Necessário (Mogli - O Menino Lobo)
2. Animal Humano (Clube do Mickey Mouse)
3. Canção do Trabalho (Cinderela)
4. Cão Yeler (O Meu Melhor Companheiro)
5. Fígaro e Cléo (Fígaro e Cléo)
6. O Ursinho Puff (The Many Adventures of Winnie the Pooh)
7. Eu Quero Ser Como Você (Mogli - O Menino Lobo)
8. Cegonha Vai Chegar (Dumbo)
9. Todo Mundo Quer a Vida que Um Gato Tem (Aristogatas)
10. Bichinho Feio (Verão Mágico)
11. Somente o Necessário (Reprise) (Mogli - O Menino Lobo)

### Mary Poppins: Vamos nos Divertir
1. Adoro Rir (Mary Poppins)
2. O Lugar de Gargalhada (A Canção do Sul)
3. Canção do Banho (Branca de Neve e os Sete Anões)
4. Supercalifragilistiexpialidoce (Mary Poppins)
5. Quá, Quá, Quá Pato Donald (Pato Donald)
6. Canção de Robin Hood (Robin Hood)
7. Quem Tem Medo do Lobo Mau? (Os Três Porquinhos)
8. Que Maravilha é Ser Tigre (The Many Adventures of Winnie the Pooh)
9. Os Elefantes Coloridos (Dumbo)
10. Um Dia Tão Feliz (Mary Poppins)

### Branca de Neve e os Sete Anões: Eu Vou, Eu Vou...
1. Eu Vou, Eu Vou... (Branca de Neve e os Sete Anões)
2. "Pra Cima e Pra Baixo, Toque no Chão" (The Many Adventures of Winnie the Pooh)
3. Eu Quero Ser Ator (Pinóquio)
4. Yo-ho, Pirata é o Que Eu Sou (Piratas do Caribe)
5. A Tirolesa dos Sete Anões (Branca de Neve e os Sete Anões)
6. O Que Um Vaqueiro Tem Que Ser (O Que Um Vaqueiro Tem Que Ser)
7. Os Três Cavaleiros (Alô Amigos)
8. Tema de Zorro (Zorro)
9. Canção dos Gatos Siameses (A Dama e o Vagabundo)
10. Voa, Papagaio (Mary Poppins)
11. Eu Vou, Eu Vou... (Reprise) (Branca de Neve e os Sete Anões)

### Mickey e Seus Amigos: Feliz Natal
1. O Natal é um lindo dia
2. Sino de Belém
3. Jesus Nasceu
4. Lá no Telhado
5. Deixa Nevar
6. Passeio de Trenó
7. Parada dos Soldados de Pau
8. O Maravilhoso País do Inverno
9. Aí Vem Papai Noel
10. Rodolfo, a Rena de Nariz Brilhante
11. Noite Feliz

### 101 Dálmatas: 101 Notas de Alegria (1995)
1. Vamos Brincar com a Música (Clube do Mickey Mouse)
2. Eu Não Vou Esquentar (Oliver e Sua Turma)
3. Um Sorriso e Uma Canção (Branca de Neve e os Sete Anões)
4. Cruela Cruel (101 Dálmatas)
5. Tudo Numa Tarde Dourada (Alice no País das Maravilhas)
6. Passeando Pelo Parque (Bem-vindo aos Anos Noventa)
7. Bu Bu Bu (Um Simpósio de Música Popular)
8. As Cores Invejaram o Azul (Aventuras em Cores)
9. Boa Companhia (Oliver e Sua Turma)
10. A Valsa de Danúbio Azul (Confusões e Trapalhadas)
11. E Mac Donald Tem Uma Banda (Um Tatá, Um Fifi, Um Plim e Um Chimbum)
12. Escalas e Arpejos (Aristogatas)
13. Cruela Cruel (Reprise) (101 Dálmatas)

### A Pequena Sereia: Aqui no Mar
1. Aqui no Mar (A Pequena Sereia)
2. Junto ao Mar (Compilação de cenas)
3. Jacaré vai pegar seu Pé (Peter Pan)
4. Isso é o que faz o mundo girar (A Espada Era Lei)
5. "Beije a Moça" (A Pequena Sereia)
6. Com o Bacalhau (Compilação de cenas)
7. Navegando (Compilação de cenas)
8. Marujo (20.000 Léguas Submarinas)
9. Há Alguém Esperando Você (Bernardo e Bianca)
10. Aqui no Mar (Reprise) (A Pequena Sereia)

### O Rei Leão: O Ciclo da Vida
1. Ciclo sem fim (O Rei Leão)
2. Parte de Seu Mundo (A Pequena Sereia)
3. Príncipe Ali (Aladdin)
4. O que eu quero mais é ser Rei (O Rei Leão)
5. Bela (A Bela e a Fera)
6. Todo Mundo Quer ser um Gato (Aristogatas)
7. A Estrela dos Sonhos (Pinóquio)

### Pocahontas: Cores do Vento
1. Lá Na Curva do Rio (Pocahontas)
2. O Trenzinho do Circo (Dumbo)
3. Hakuna Matata (O Rei Leão)
4. Canção de Robin Hood (Robin Hood)
5. Boneco de Pau (Pinóquio)
6. Nesta Noite o Amor Chegou (O Rei Leão)
7. Abracadabra (A Espada Era Lei)
8. Cores do Vento (Pocahontas)

### O Corcunda de Notre Dame: Às Avessas
1. Às Avessas (O Corcunda de Notre Dame)
2. Amigo Estou Aqui (Toy Story)
3. Pai e Filho (Aladdin e os 40 Ladrões)
4. Ruas de Ouro (Oliver e Sua Turma)
5. Viajar eu vou (Pateta - O Filme)
6. Lá Fora (O Corcunda de Notre Dame)
7. Meu, meu, meu (Pocahontas)
8. Cante uma nova canção (Branca de Neve e os Sete Anões)
9. Esqueça esse amor (O Retorno de Jafar)
10. Às Avessas (Reprise) (O Corcunda de Notre Dame)

### Hércules: De Zero a Herói
1. De Zero a Herói (Hércules)
2. O Seu Glamour (O Corcunda de Notre Dame)
3. Nossa Minnie (Os Maiores Sucessos da Minnie)
4. Hoje é o dia (Pateta - O Filme)
5. Sociedade de Ajuda e Resgate (Bernardo e Bianca)
6. Aproveite a Vida (Os Filhotes da Selva)
7. Você vem de Algum Lugar (Aladdin e os 40 Ladrões)
8. Pecos Bill (Tempo de Melodia)
9. Você vai voar (Peter Pan)
10. Que Beleza de Aventura (Ursinho Puff)
11. Um Mundo Só Meu (Alice no País das Maravilhas)
12. Minha Chance (Hércules)